# Monts Nyainqêntanglha
Les monts Nyainqêntanglha sont un massif de montagnes constituant la partie centrale et orientale du Transhimalaya, sur le rebord sud-est du Plateau tibétain, dans la région autonome du Tibet, en Chine. Il est bordé au sud par le Brahmapoutre (dit Yarlung Tsangpo dans son cours supérieur), qui le sépare de l'Himalaya. Il culmine à 7 294 mètres d'altitude au Gyala Peri. L'autre sommet majeur du massif est le mont Nyainqêntanglha, à 7 162 mètres d'altitude, qui lui a donné son nom.

## Géographie
La base des monts Nyainqêntanglha est un plateau de haute altitude (environ 4 000 à 4 500 m dans leur partie occidentale) et la cime des sommets est élevée (souvent comprise entre 6 000 et 6 500 m) bien que leur hauteur relative soit généralement modeste. Sur son versant méridional, l'altitude moyenne du massif chute de plus de 2 000 mètres, tandis que sur son versant septentrional, se prolongeant par le Plateau tibétain central et les monts Tanggula, il ne perd que 1 000 mètres environ.
Le massif abrite près de 7 000 glaciers couvrant une superficie de plus de 10 000 km2, les deux tiers dans la partie orientale des monts Nyainqêntanglha, qui reçoit davantage de précipitations.